# ماریا موزیچوک
ماریا اولیونا موزیچوک (اوکراینی: Марія Олегівна Музичук؛ زادهٔ ۲۱ سپتامبر ۱۹۹۲) استادبزرگ شطرنج اهل اوکراین و خواهر کوچکتر آنا موزیچوک است. او در سال ۲۰۱۵ قهرمان شطرنج زنان جهان شده‌است و تا مارس ۲۰۱۶ این مقام را حفظ کرد.